# Warum
 (novembre 2018).
Si vous disposez d'ouvrages ou d'articles de référence ou si vous connaissez des sites web de qualité traitant du thème abordé ici, merci de compléter l'article en donnant les références utiles à sa vérifiabilité et en les liant à la section « Notes et références ».
Warum est une maison d'édition de bande dessinée alternative française fondée en 2004 par Wandrille Leroy et Benoît Preteseille. Outre les livres de ses deux fondateurs, elle publie des bandes dessinées de genres variés, notamment humoristiques, comme Moi, je d'Aude Picault ou Santiagolf de B-gnet.

## Historique
Warum comporte Vraoum, son label alter ego orienté vers une bd plus grand public et la création numérique. En 2008, Warum lance Vraoum !, label destiné à publier des ouvrages plus grand public. 
En 2014, Steinkis Groupe prend une participation de 60 %  dans les deux maisons d'édition.
En 2021, les Éditions Lapin rachètent le catalogue de WARUM? / Vraoum!
Après une pause éditoriale de trois ans, Warum recommence à publier des nouveautés en octobre 2023 avec Hors Cadre de Simon Roure. La charte graphique est renouvelée la même année.

## Nominations et récompenses
- Juin 2004 : In love with Mauricette de Wandrille remporte le Truc D'or lors de la première édition du Festival Lyon BD ;
- 2006 : Moi Je Et Caetera de Aude Picault. est en sélection du Festival d'Angoulême ;
- 2010 : Au Rallye de Pierre Place est en sélection du Festival d'Angoulême ;
- 2012 : Un bébé à livrer de Benjamin Renner est nommé parmi les Indispensables de l'année 2011 du Festival d'Angoulême :
- 2011 : Les Amandes vertes de Delphine et Anaële Hermans gagnent le prix Médecins sans frontières au Rendez-vous du carnet de voyage de Clermont-Ferrand Il faut aller voir ;
- 2016 : Fauve de la catégorie Patrimoine au Festival d'Angoulême 2016 pour l'intégrale Père et fils de eo Plauen / Erich Ohser.